# Асоціація письменників Польщі
Асоціація письменників Польщі — польське товариство письменників.
Метою створення даної організації є продовження традицій та намірів Профспілки польських письменників, заснованої в 1920 році з ініціативи Стефана Жеромського, а також сприяння діяльності літературних кіл в країні та за кордоном, що здійснюється на захист гідності та незалежності національної літератури, прав людини та свободи творчості.

## Створення
Створення АПП у Варшаві в 1989 році стало можливим завдяки історичним та соціальним змінам у Польщі. До створеної в 1984 році нелегальної організації приєдналася більшість найвидатніших письменників, колишні члени Спілки польських письменників, які після розпаду Союзу польських письменників у 1983 році вирішили не приєднуватися до літературної організації з аналогічною назвою, не бажаючи таким чином підтримати діяльність органів PRL. У статуті АПП зазначається, що ця організація «була створена письменниками, які підтримували незалежне літературне та культурне життя під час воєнного стану та після незаконного розпуску Спілки польських письменників у 1983 році».
АПП була зареєстрована в 1989 році, а офіційний установчий з'їзд Асоціації відбувся у Варшаві 31 травня 1989 року. Тоді було обрано Головну раду (з президентом Яном Юзефом Щепанським) майже в такому ж складі, як і до розпуску колишньої спілки письменників Польщі. Більшість письменників з Польщі та асоційованих осіб, які перебували на той час у вигнанні, подали заявку на вступ до Асоціації. Чеслав Мілош отримав посвідчення № 1.

## Відділення
Наразі Асоціація має дванадцять відділень — у Варшаві, Любліні, Катовицях, Кракові, Вроцлаві, Щецині, Гданську, Бидгощі, Лодзі, Торуні, Ольштині, Познані.

## Керівництво та устрій
Основними органами Асоціації є: Конгрес делегатів, Головна рада, Голова ревізійної комісії, Головний експертний суд. Найвищим органом Асоціації польських письменників є Конгрес делегатів. До завдань та компетенцій Головної ради належать представлення Асоціації та координація її діяльності, а також зокрема: захист моральних та матеріальних інтересів письменників, виконання резолюцій Генерального делегатського з'їзду, визначення повноважень Президії Головної ради та спостереження за загальними організаційними питаннями, управління господарськими справами Асоціації, фінансова підтримка філій та клубів, прийняття та вилучення членів у порядку, передбаченому статутом, скликання Конгресу делегатів та звітування про їх діяльність. Головна рада має право виконувати юридичні дії від імені Асоціації.
Нинішні президенти Асоціації письменників Польщі: Ян Юзеф Щепанський, Анджей Браун, Людміла Мар'янська, Маріан Гжещак, Януш Одровонж-Пєньонжек, Пйотр Войцеховський, Януш Красинський та Сергіуш Стерна-Вахов'як.
Повноваження Асоціації обираються в ході засідань АПП один раз на 3 роки (останній був проведений 10-11 червня 2017 р.). З червня 2017 року президентом Асоціації є Анна Насіловська, а її попередницею з 2014 року була Джулія Хартвіг.

## Резиденція
Юридичний офіс Асоціації знаходиться в Будинку літератури, за адресою вул. Krakowskie Przedmieście 87/89 (перший поверх), неподалік Замкової площі у Варшаві, в орендованому будинку Лещинських — спорудженому близько 1660 р. для королівського лікаря Яна Пасторія. З 1666 р. дім належав предстоятелю Міколаю Пражмовському і був перебудований в 13 столітті для родини Лещинських (архітектор - Якуб Фонтана). Будівля згоріла в 1939 році та відбудована в 1948 — 1949 роках; має найвиразніший фасад рококо у Варшаві. 

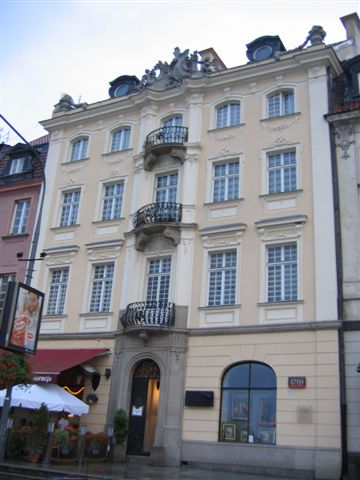
Будинок літератури, резиденція Асоціації письменників Польщі, Варшава, 9 серпня 2006 року
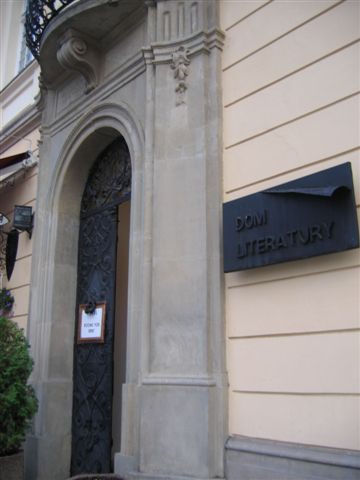
Будинок літератури, вул. Krakowskie Przedmieście 87/89, Варшава
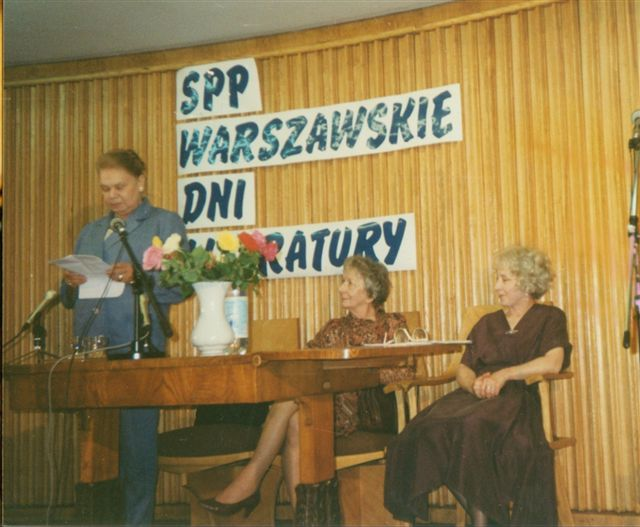
Джулія Хартвіг, Віслава Шимборська та Анна Полоні - одна з зустрічей, організованих АПП, Варшава, 8 травня 1993 року